# Donja Konjščina
 Donja Konjščina  falu Horvátországban Krapina-Zagorje megyében. Közigazgatásilag Konjščinához tartozik.

## Fekvése
Krapinától 27 km-re délkeletre, községközpontjának északnyugati szomszédságában a megye keleti részén, a Horvát Zagorje területén fekszik.

## Története
A településnek 1857-ben 99, 1910-ben 169 lakosa volt. Trianonig Varasd vármegye Zlatari járásához tartozott. 2001-ben 131 lakosa volt.

## Külső hivatkozások
Konjščina község hivatalos oldala